# رابر (ایندیانا)
رابر (به انگلیسی: Raber) یک منطقهٔ مسکونی در ایالات متحده است که در شهرستان جفرسون، شهرستان ویتلی، در ایالت ایندیانا ایالات متحده واقع شده‌است.

## تاریخ
شهر رابر به افتخار ساموئل رابر، یک مهاجر اولیه نامگذاری شد.
یک اداره پست در رابر در سال ۱۸۸۴ تأسیس شد و تا سال ۱۹۰۲ فعال بود.

## جغرافیا
رابر در ۴۱°۰۵′۰۹″ شمالی ۸۵°۲۵′۵۸″ غربی / ۴۱٫۰۸۵۸۳°شمالی ۸۵٫۴۳۲۷۸°غربی.